# Stemma della Voivodina
Lo stemma della Voivodina (in serbo Грб Војводине?) è uno dei simboli della provincia autonoma della Voivodina.
Nello stemma raffigurano tre riferimenti, cioè alle tre regioni serbe: Bačka, Banato, Sirmia.

## Stemmi storici

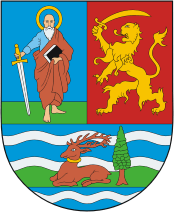
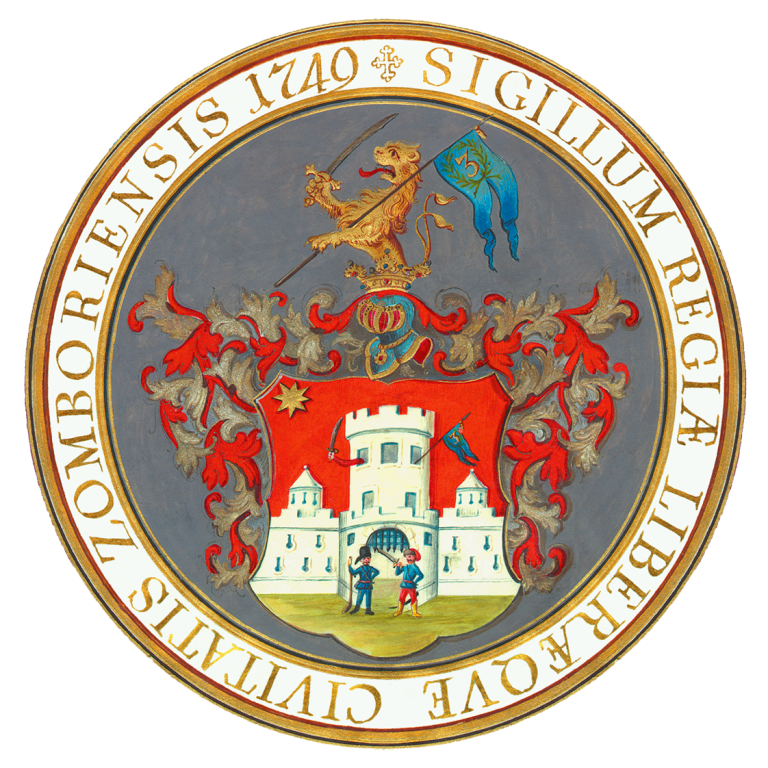
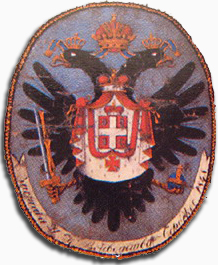
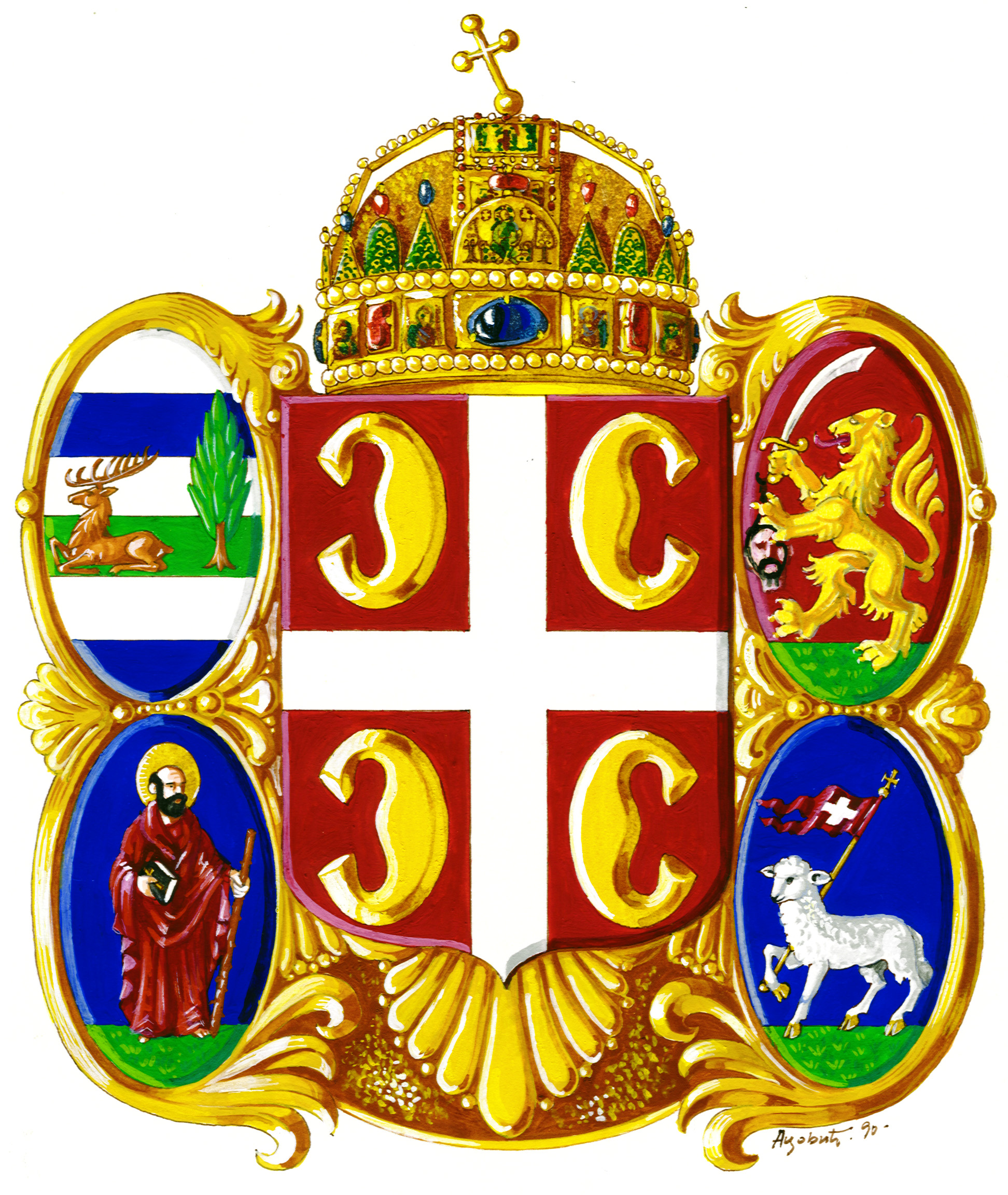